# ラインラント＝プファルツ (フリゲート・初代)
ラインラント＝プファルツ（ドイツ語: Rheinland-Pfalz, F 209）は、ドイツ海軍のフリゲート。ブレーメン級フリゲートの3番艦。艦名はラインラント＝プファルツ州に由来する。

## 艦歴
「ラインラント＝プファルツ」は、ブローム・ウント・フォスハンブルク造船所で1979年9月25日に起工し、1980年9月3日に進水、最終工程をブレーマー・フルカン造船所で仕上げ、1982年5月9日に就役。同時に、第2機動隊群第4フリゲート戦隊に所属し、ヴィルヘルムスハーフェンを母港としていた。
ラインラント＝プファルツ州が後援団体となっている。
1999年、アライド・フォース作戦に参加するためアドリア海に展開した。2009年1月22日にソマリア沖の海賊に対処するアタランタ作戦に参加するためアデン湾にて既に展開中であった「F212 カールスルーエ」と交代する。同年3月3日、貨物船を襲撃し終えた海賊の一部を逮捕に成功する。この行動で本艦とアメリカ合衆国海軍の巡洋艦「CG-61 モンテレー」の艦載ヘリコプターと共に対処にあたった。
2009年にはアタランタ作戦に参加するためソマリア沖に展開している。
船体の老朽化に伴い、2013年3月22日に退役となった。そして、その艦名はバーデン・ヴュルテンベルク級の4番艦に受け継がれることとなった。